# Præsidentvalget i Tyskland 1964
Ved præsidentvalget i Tyskland 1964 genvalgte Forbundsforsamlingen den 1. juli 1964 Heinrich Lübke som forbundspræsident. Lübke blev støttet af både CDU/CSU og SPD, og han fik i alt 710 stemmer. Lübke havde været talsmand for en storkoalition som siden også blev en realitet i 1966. FDP's kandidat var daværende justitsminister Ewald Bucher som fik 123 stemmer.
Afstemningen fandt sted i Berlin. Forbundsforsamlingen bestod af 1042 medlemmer, hvilket gjorde kravet til absolut flertal var 522 stemmer.

## Valgresultat
| Valgrunde    | Kandidat             | Stemmer | %      | Parti |
| ------------ | -------------------- | ------- | ------ | ----- |
| 1. valgrunde | Heinrich Lübke       | 710     | 68,1 % | CDU   |
| 1. valgrunde | Ewald Bucher         | 123     | 11,8 % | FDP   |
| 1. valgrunde | Ikke-afgivne stemmer | 187     | 17,9 % |       |

| Valg | Spire Denne valgsartikel er en spire som bør udbygges. Du er velkommen til at hjælpe Wikipedia ved at udvide den. |